# 鷹司和子

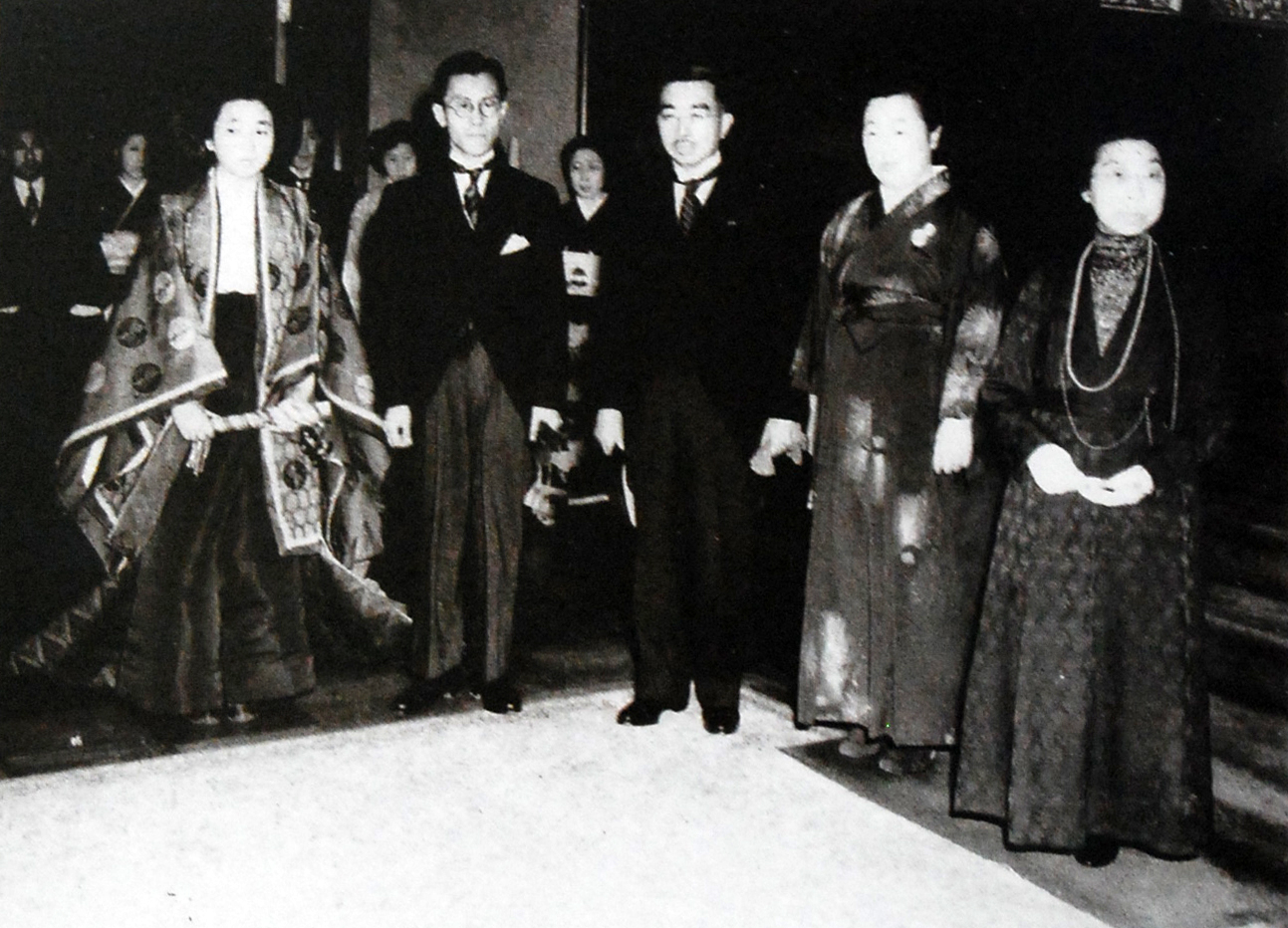
1950年5月20日結婚。由左自由分別是孝宮和子內親王、鷹司平通、昭和天皇、香淳皇后、貞明皇后

鷹司和子（1929年9月30日—1989年5月26日）是前日本皇室成員，昭和天皇與香淳皇后的三女兒，原稱號為孝宮和子內親王，後與鷹司平通結婚後脫離皇室身份。曾任神宮祭主，獲勳勳一等寶冠章。她有兩姊（東久邇成子、久宮祐子內親王）、兩弟（上皇明仁、常陸宮正仁親王）和兩妹（池田厚子、島津貴子）。

## 生平
1929年9月30日於東京皇居御產殿誕生。1948年從學習院女子高等科畢業後，到前侍從長百武三郎的宅邸進行一年的婚前訓練。1949年11月23日，傳出與表兄大谷光紹締結婚約的消息，大谷家也透露其意願，不過最後破局。1950年1月下旬，改與明治神宮宮司鷹司信輔（前公爵、理學博士）的長子鷹司平通（後擔任日本交通公社交通博物館調査長）訂婚，成為戰後首位降嫁的內親王，且結婚對象為前公爵家的上班族長子也蔚為話題。婚約中的平通頻繁前往皇居內的住所「吳竹寮」拜訪孝宮姊妹。同年3月3日舉行納采，5月20日舉辦婚禮，正式脫離皇籍。此外，這也是自1947年皇室典範的修訂以後，天皇的皇女降嫁給非皇族者的首例。
結婚後夫妻兩人依舊是媒體的焦點。和子曾於1955年懷孕，然而最終死產。之後夫妻未再生育，並收養平通的胞妹松平章子的長子尚武為養子。後尚武曾任日本電氣通信系統社長，2007年至2017年間擔任伊勢神宮大宮司。
1966年1月28日，平通被發現與銀座酒吧的女子，前田美智子，一起死在前田家中，死因為一氧化碳中毒。傳媒紛紛以「為情而死」、「殉情自殺」報導，而和子在此後開始避開出席公開場合。1968年8月22日深夜，自宅廚房遭到持刀男子闖入搶劫，和子的手指被歹徒持刀所傷，經過一個禮拜後才痊癒。
有鑑於和子的生活情況，昭和天皇安排她移居赤坂御用地（宅邸原本是宮內省乳母官舍，和子死後的1990年至1997年間作為秋篠宮臨時住所）。此外，當時的皇太子明仁親王也邀請和子與皇太子一家前往濱名湖旅遊，並拍下快樂的相片。
1974年，繼北白川房子後，成為史上第二位女性神宮祭主。1988年，考量身體狀況將祭主職務交由妹妹池田厚子負責。昭和天皇死後不久，1989年5月26日因心臟衰竭逝世，享年59歲，葬於京都市右京區二尊院的鷹司家菩提寺。

## 系譜
| 和子內親王 | 父: 昭和天皇 | 祖父: 大正天皇         | 曾祖父: 明治天皇           |
| 和子內親王 | 父: 昭和天皇 | 祖父: 大正天皇         | 曾祖母: 柳原愛子           |
| 和子內親王 | 父: 昭和天皇 | 祖母: 貞明皇后         | 曾祖父: 九条道孝           |
| 和子內親王 | 父: 昭和天皇 | 祖母: 貞明皇后         | 曾祖母: 野間幾子           |
| 和子內親王 | 母: 香淳皇后 | 祖父: 邦彥王（久邇宮） | 曾祖父: 朝彥親王（久邇宮） |
| 和子內親王 | 母: 香淳皇后 | 祖父: 邦彥王（久邇宮） | 曾祖母: 泉萬喜子           |
| 和子內親王 | 母: 香淳皇后 | 祖母: 俔子             | 曾祖父: 島津忠義           |
| 和子內親王 | 母: 香淳皇后 | 祖母: 俔子             | 曾祖母: 山崎壽滿子         |